# 莫俦
莫俦（1089年—1164年），字寿朋，慈利县澧州（今慈利县）人，宋徽宗政和二年壬辰科状元。历任承事郎、校书郎、起居舍人、吏部尚书，翰林学士。后投靠金国，赵构称帝后他因此获罪。